# Get Your Filthy Hands Off My Desert
"Get Your Filthy Hands Off My Desert" es una canción del álbum The Final Cut de 1983, de Pink Floyd. Aunque la banda nunca la tocó en vivo, sí lo hizo Roger Waters por su cuenta, casi siempre en un "Medley" con "Southampton Dock", también de The Final Cut. Uno de esos medleys fue incluido en el DVD y Álbum In the Flesh – Live de Roger Waters.

## Letra
Waters enumera una serie de líderes y conflictos en los que se involucraron, incluyendo a Margaret Thatcher en las Malvinas y el hundimiento del General Belgrano.
Letra original en inglés:

Brezhnev took Afghanistan.
Begin took Beirut. 
Galtieri took the Union Jack. 
And Maggie, over lunch one day, took a cruiser٭ with all hands.
Apparently, to make him give it back.

٭Juego de palabras cruiser-croissant. El título de la canción también juega con desert-dessert (desierto-postre).
Traducción al español:

Brézhnev tomó Afganistán.
Beguín tomó Beirut.
Galtieri tomó la bandera británica.
Y Maggie, durante un almuerzo,
tomó un crucero con todos marineros.
Aparentemente, para que él lo devolviera.

## Personal
- Roger Waters – voces y guitarra
- Nick Mason - efectos de cinta

junto a:
- Michael Kamen – orquestación